# Bioorganometalna hemija
Bioorganometalna hemija je izučavanje biološki aktivnih molekula koji sadrže ugljenik direktno vezan za metalie ili metaloide. Ova oblast opkoračuje polja organometalne hemije, biohemije, i medicine. Ona je podskup bioneorganske hemije (i može se smatrati egzogenom upotrebom biometala u molekularnoj biologiji u kontekstima kao što su; i.e. „neorganski” medijumi za „organske” upotrebe i procese). U prirodne bioorganometalike se ubrajaju enzimi i sensorni proteini. Isto tako u ovom okviru je razvoj novih lekova i agensa za imidžing, kao i principa koji su relevantni za toksikologiju ili organometalna jedinjenja.

## Prirodne bioorganometalne vrste
Vitamin B12 je preeminentna bioorganometalna vrsta. B12 naziv za kolekciju srodnih enzima koji utiču na brojne reakcije u kojima dolazi do formiranja i raskidanja C-C i C-H veza.
Nekoliko bioorganometalnih enzima posreduje reakcije u kojima učestvuje ugljen-monoksid. Ugljen-monoksidna dehidrogenaza (CODH) katalizuje reakciju pomeranja vodenog gasa, koja pruža CO za biosintezu acetilkoenzima A. Ovaj kasniji korak posreduje Ni-Fe enzim acetilKoA sintaza (ACS). CODH i ACS se obično zajedno javljaju u tetramernom kompleksu, pri čemu se CO transportuje kroz tunel, a metil grupu pruža metilkobalamin.
Hidrogenaze su bioorganometalici u smislu da njihova aktivna mesta sadrže Fe-CO konstrakte, mada su CO ligandi samo pomoćne komponente. Hidrogenaze koje sadrže samo Fe imaju  aktivno mesto povezano sa 4Fe4S klasterom preko premoštavajućeg tiolata. Aktivno mesto []-hidrogenaza je opisano kao  (gde SR označava cisteinil). Hidrogenaze bez FeS imaju jedno neodređeno aktivno mesto koje sadrži  centar.
Metanogeneza koja posreduje biosintezu metana, u završnom koraku reakcije raskida nikal-metilnu vezu u kofaktoru F430.
Gvožđe-molibdenski kofaktor (FeMoco) nitrogenaze sadrži  jedinicu, što je primer interstitialnog karbida prisutnog u biološkom kontekstu.

## Sensorni proteini
Pojedini proteini koji sadrže NiFe mogu da služe kao H2 senzori i da regulišu transkripciju.
Za neke proteine koji sadrže bakar je poznato da deluju kao senzori etilena, koji je značajan hormon za sazrevanje voća. Ovaj primer ilustruje esencijalnu ulogu organometalne hemije u prirodi, jer retko koji molekul osim nisko valentnih kompleksa prelaznih metala reverzibilno vezuje alkene. Ciklopropeni inhibiraju sazrevanje putem vezivanja za bakar(I) centar.
Ugljen-monoksid se prirodno javlja i deluje kao transkripcioni faktor posredstvom svog kompleksa sa sensornim proteinom za koji se vezuje na fero porfirinu.